# Scolca
Scolca (korsisch A Scolca) ist eine französische Gemeinde im Département Haute-Corse auf der Insel Korsika. Sie gehört zum Kanton Golo-Morosaglia im Arrondissement Corte. Die Bewohner nennen sich die Scolcais oder Sculcaracci.

## Geografie
Der Dorfkern liegt auf rund 600 Metern über dem Meeresspiegel im korsischen Gebirge. Die Nachbargemeinden sind Rutali im Norden, Vignale im Nordosten, Lucciana im Osten, Prunelli-di-Casacconi im Südosten, Volpajola im Süden, Campitello im Westen und Murato im Nordwesten.
Der nächste Bahnhof befindet sich im Tal des Golo sowie in der Gemeindegemarkung von Volpajola und ist benannt nach dem Ortsteil Barchetta. Die zuständige Bahngesellschaft sind die Chemins de fer de la Corse.

## Bevölkerungsentwicklung
| Jahr      | 1962 | 1968 | 1975 | 1982 | 1990 | 1999 | 2006 | 2012 |
| --------- | ---- | ---- | ---- | ---- | ---- | ---- | ---- | ---- |
| Einwohner | 93   | 77   | 68   | 56   | 35   | 62   | 102  | 106  |

## Sehenswürdigkeiten
- Dorfkirche Saint Mamilien resp. San Mamilianu aus dem 16. Jahrhundert, restauriert 1999–2005
- Kapelle Saint Simon resp. San Simone aus dem 12. Jahrhundert
- Kapelle Saint-Sébastien resp. San Bastianu im Dorfzentrum aus dem 17. Jahrhundert
- Kapelle Saint-Roch resp. San Roccu im Ortsteil Erbaggio aus dem 16. Jahrhundert
- Dorfbrunnen
- Mahnmal

## Brauchtum
Die Feste „Saint-Mamilien“ resp. „San Mamilianu“ und „Saint-Roch“ resp. „San Roccu“ werden jeweils am 15. September bzw. am 16. August durchgeführt.

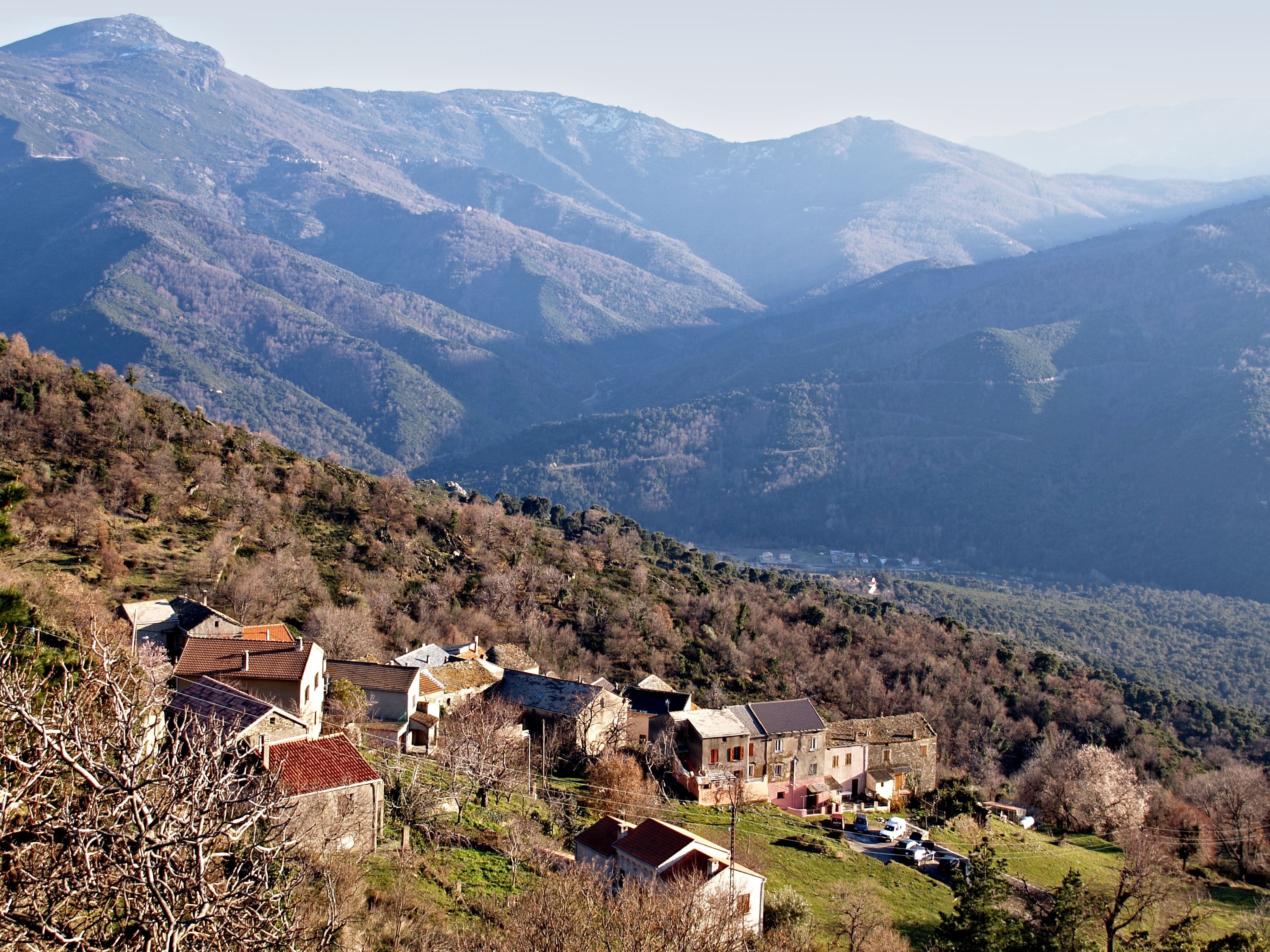
Ortsteil Erbaggio